# CEGES-SOMA

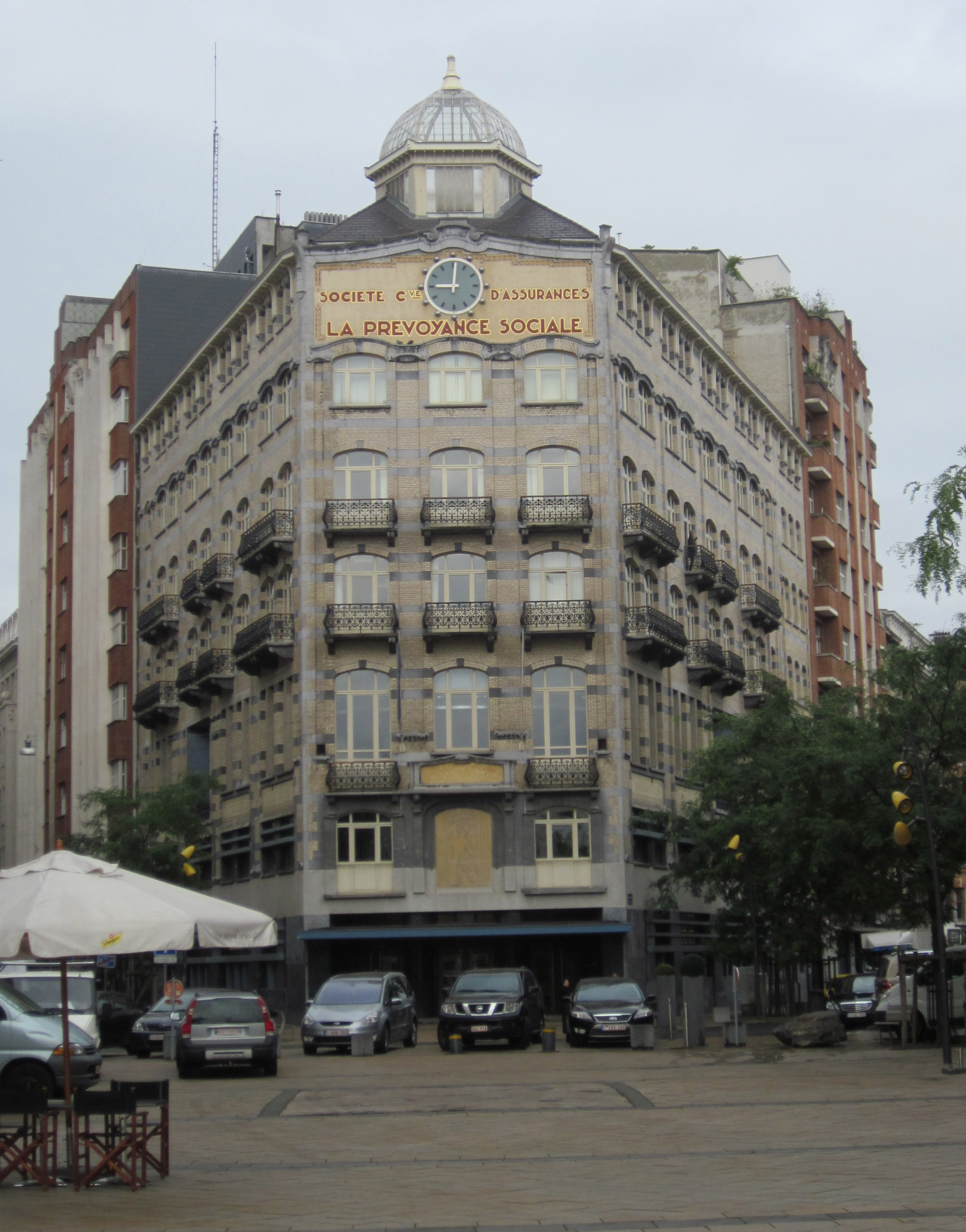
Das CEGES-SOMA in Anderlecht, Belgien

Das Centre d’études et de documentation guerre et société contemporaine (CEGES) oder Studie- en Documentatiecentrum Oorlog en Hedendaagse Maatschappij (SOMA) ist ein bundesstaatliches belgisches Forschungsinstitut mit Sitz in Brüssel, das der Erforschung der Kriege und Konflikte des 20. Jahrhunderts in ihrer Auswirkung auf Belgien gewidmet ist.
Es wurde am 13. Dezember 1967 gegründet, zunächst zur Erforschung der Auswirkungen des Zweiten Weltkrieges auf Belgien. 1997 wurde der Aufgabenbereich auf den heutigen Umfang erweitert und der Name des Instituts angepasst. Das Institut sammelt und archiviert Dokumente, betreibt und fördert Forschungen und organisiert akademische und öffentliche Aktivitäten. Die Sammlungen können im historischen Art-déco-Gebäude der Institution am Square de l’Aviation oder Luchtvaartsquare in Brüssel benutzt werden; zahlreiche Dokumente sind bereits online gestellt.
Direktor war von 1969 bis 1989 Jean Vanwelkenhuyzen.
Seit 2012 kann über den Verein Österreichischer Auslandsdienst ein Gedenkdienst am CEGES abgeleistet werden.